# Carl Møller (roer)
 Der er flere personer med dette navn, se Carl Møller.
Carl Martin August Møller (24. august 1887 i Aarhus −  27. august 1948, USA) var en dansk maskinarbejder og roer, der deltog i Sommer-OL 1912, hvor han sammen med de øvrige medlemmer af den danske besætning fra Nykøbing Falster Roklub vandt guld i firer med styrmand, indrigger.
| Roer | Spire Denne biografi om en roer er en spire som bør udbygges. Du er velkommen til at hjælpe Wikipedia ved at udvide den. |